# Salsa (dans)

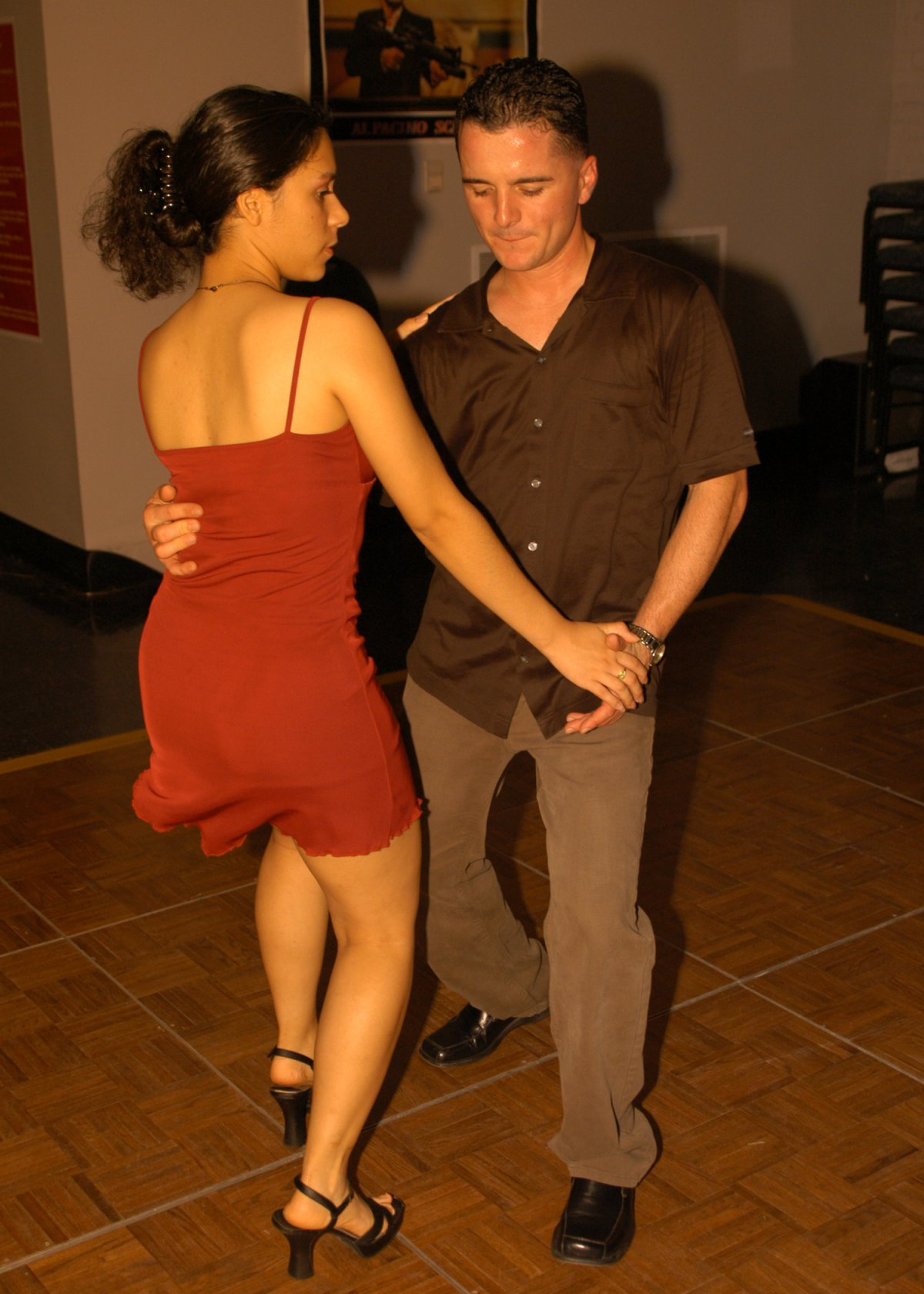
Dansatori de salsa

Salsa reprezintă un stil de muzică și dans ce își are originile în America de Sud și Insulele Caraibe (ex. Bermuda, Bahamas, Cuba, Haiti, Republica Dominicană, Jamaica, Puerto Rico, etc), dar care s-a dezvoltat în toata lumea în diferite variante ce au dus la crearea altor stiluri asemănătoare. Este cea mai populară variație a unui dans latino.
Tehnic, se dansează în 8 timpi, însă practic se calcă doar 6 pași, 2 fiind pauze. Se poate dansa fără partener, însă de obicei se dansează în cuplu, bărbatul fiind cel care conduce și dirijează mișcările femeii. Mișcările picioarelor (pașilor) sunt lente în comparație cu mișcările brațelor, care trimit în permaneță diferite semnale partenerei: semnal de piruetă pe stânga, pe dreapta, etc.

## Pasul de bază
Pasul de bază al bărbatului:
Inițial, corpul este drept, picioarele cu vârfurile putin departate (nu sunt paralele - ci mai mult in forma de v) și depărtate la o lățime de umeri.
1. Pe timpul 1 se duce piciorul stâng înainte și se lasă acolo;
2. Pe timpul 2 se ridică ușor piciorul drept și imediat se pune la loc de unde s-a ridicat;
3. La aceste mișcări practic greutatea se schimbă de pe un picior pe altul: calci pe stângul și îți lași greutatea pe el (ridicându-l pe dreptul), apoi revii cu greutatea pe dreptul și îl ridici pe stângul;
4. Pe timpul 3 piciorul stâng revine de unde a plecat, adică se revine la poziția inițială;
5. Pe timpul 4 se face o scurtă pauză;
6. Pe timpul 5 se duce piciorul drept înapoi și se lasă acolo;
7. Pe timpul 6 se ridică ușor piciorul stâng și imediat se pune la loc de unde s-a ridicat (cu schimbare de greutate, ca în cazul timpului 2);
8. Pe timpul 7 piciorul drept revine de unde a plecat, adică se revine la poziția inițială;
9. Pe timpul 8 se face o scurtă pauză, și apoi se continuă iar cu 1.

Pasul de bază al femeii este identic, ca și miscare, doar că aceasta pornește cu piciorul drept in spate, pe timpul 1, și cu piciorul stâng in față, pe timpul 5.